# Ivankivți, Mlîniv
Ivankivți (în ucraineană Іванківці) este un sat în comuna Peremîlivka din raionul Mlîniv, regiunea Rivne, Ucraina.

## Demografie
Componența lingvistică a localității Ivankivți
     Ucraineană (100%)
Conform recensământului din 2001, toată populația localității Ivankivți era vorbitoare de ucraineană (100%).